# روبي ثريلفول
روبي ثريلفول (بالإنجليزية: Robbie Threlfall)‏ (مواليد 28 نوفمبر 1988 في ليفربول - إنجلترا) لاعب كرة قدم إنجلترا يلعب حاليا لصالح نادي الدرجة الممتازة ليفربول الإنجليزي منذ 2006 في مركز الظهير الأيسر .

## روابط خارجية
- روبي ثريلفول على موقع قاعدة بيانات كرة القدم.إي يو (الإنجليزية)
- روبي ثريلفول على موقع Soccerbase.com (لاعب) (الإنجليزية)